# 世田谷区立八幡小学校
世田谷区立八幡小学校（せたがやくりつやはたしょうがっこう）は東京都世田谷区玉川田園調布二丁目にある区立小学校。略称は「八小（やっしょう）」。

## 概要
- 明治12年創立の古い歴史をもつ小規模な公立小学校である。
- 帰国子女・外国人指導のための日本語教室を有している。
- 世田谷区特別支援教室（通称すまいるルーム）拠点校である。
- 「世田谷9年教育」の一環として、近隣の九品仏小学校・八幡中学校と「さぎそう学舎」を構成している。[1]

## 沿革
出典:

### 江戸時代中期ごろの記録
奥沢村の浄心坊にも寺子屋があった。奥沢村の年寄役を代々勤めていた原家に遺る『金銭出納帳』（安永元年=1772年）に、三百文の銭と白米二升、そば粉・小麦粉などを手習の師匠に謝礼として渡していたとの記事が見えている。

### 八幡小学校の始まり
八幡小学校の起こりは、慶応の末期に下沼部向河原の人が、奥澤神社の社寮に子弟を集めて読み書きなどを教えたりしたのが始まりである。その後小林大次郎という浪人が来て引き継ぎ、ひき割麦一升ぐらいの謝礼で教えていた。この人は奥沢に住みつき、浄真寺にその墓が残っている。
さらにその後、東京府士族の松沢弘義が寺子屋授業を始め、次に茨城県人の池田孝一郎という人が、「池田学校」と名付けて続けた。

### 八幡小学校の歴史

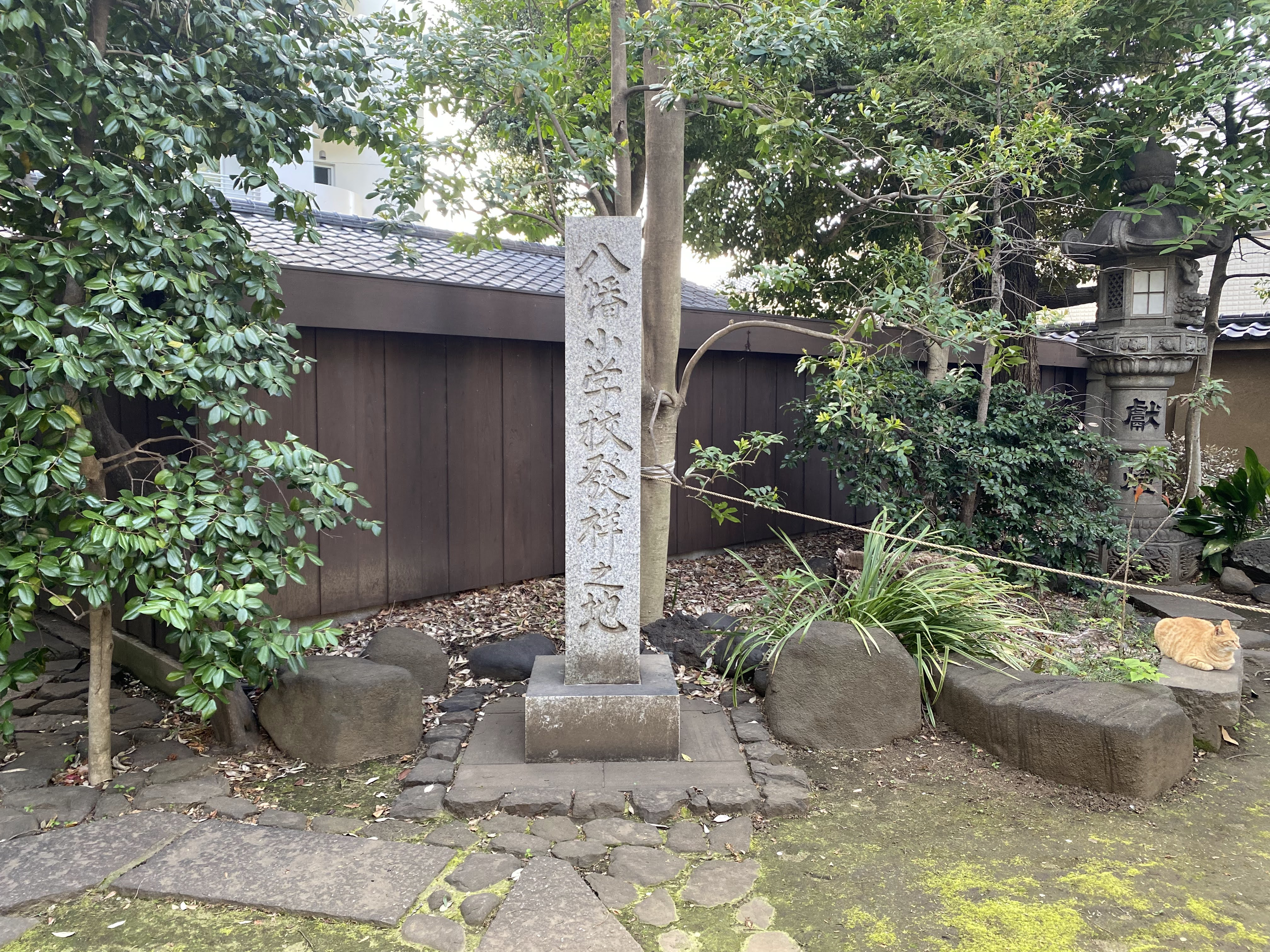
八幡小学校發祥之地石碑。奥澤神社。

- 1879年（明治12年）第1次教育令公布。12月20日に荏原郡奥沢村公立八幡学校開校。奥澤神社のとなりの草ぶきの社寮を戸長の毛利多喜蔵らが修理し校舎とした。15坪、教室数1、児童数30名。簡易科4年、尋常科4年制。
- 1882年（明治15年）- 荏原郡奥沢村尾山村村立八幡小学となる。

明治16年には3代目として石井勝五郎校長が就任し、一方、校長夫人も自宅で未婚の子女にお裁縫や生け花を教えるなどした。そして明治の末には早くも学校にミシンが入って洋裁を教えたという。
- 1884年（明治17年）- 校名が荏原郡奥沢村尾山村村立八幡小学校となる。奥澤神社の隣りに新しく44坪の草萱平家の校舎を新築（教室数2）。
- 1886年（明治19年）- 小学校令制定により校名が荏原郡奥沢村尾山村八幡尋常小学校となる。
- 1889年（明治22年）- 市町村制施行により校名が荏原郡玉川村八幡尋常小学校となる。
- 1901年（明治34年）- 2か年の高等科が作られ、校名が荏原郡玉川村八幡尋常高等小学校となる。
- 1902年（明治35年）- 草萱平家の校舎を新築移転、現在地となる。児童数173名。
- 1905年（明治38年）- 校庭に「誉れの桜」が植えられた。

学校の教育は厳しく生徒たちは鍛えられたが、折々の行事や校庭の真ん中にある桜の木の下でオルガンに合わせて歌を歌ったことなど懐かしい思い出もあった。

このサクラは「誉れの桜」といわれ、明治37〜8年の日露戦争に参加した人たちが、母校に記念として植えたもので、長い間、八幡小学校のシンボルとなっていた。
- 1907年（明治40年）- 小学校の義務教育が6か年となった。
- 1917年（大正6年）- 等々力に単独の高等小学校が新設されたことにより（現等々力小学校）、校名が荏原郡玉川村八幡尋常小学校となる。9月に大暴風雨のため校舎の屋根が飛ばされ、九品仏浄真寺の三仏堂を借りて翌年の1月まで授業を行った。

大正10年ごろになると、八幡小学校の生徒の数が260名くらいになった。通学する時は制帽に久留米がすりの着物にへこ帯をしめ、ぞうりがけげたばきで、祝日にははかまをはいた。体操の時間は着物のまま、はだしではしったということである。
そのうちに奥澤神社の東北あたりに海軍村ができて、そこの子どもも4・5人クラスに入ってきて、黒か紺色のつめえり服に革靴をはく姿が見られるようになった。この格好は農家の子供の目には珍しかったことだろう。
そのころまだ中学校はなかった。そこでもっと勉強したい子供は、卒業した後、玉川村尋常高等小学校に行き、八幡のほか、玉川や京西の友だちと肩を並べて勉強をした。やはり1,300メートルくらいの道のりで遠かったという。

一方、補習教育を希望する者は、夜間の八幡農商公民学校（のちに八幡商業公民学校）で学び、そこでは剣道の科目があって警視庁師範の大久保七段に指導を受けて大いに力をつけたということである。
- 1923年（大正12年）- 2階建て校舎を増築した（教室数6）。3月に目蒲電鉄（現東急目黒線）が開通。9月1日に関東大震災が発生。さらに移住者が増える。
- 1927年（昭和2年）- 児童数が著しく増え始めた。児童数464名。8月に東京横浜電鉄東横線（現東急東横線）の渋谷駅 - 丸子多摩川駅間が開業。
- 1928年（昭和3年）- 2階建て校舎を増築した（4教室増加）。児童数505名。保護者会が作られた。

八幡小学校の校舎は平屋建てと2階建ての2棟で、平家の校舎をみんなは豚小屋と呼んでいた。講堂や体育館はなく祝日の式の時は、2階の教室を2つぶち抜いて使っていた。
- 1931年（昭和6年）- 児童数がますます増え、新しく西側校舎（9教室増加）を作った。
- 1932年（昭和7年）- 荏原郡が東京市に編入し、校名が東京市八幡尋常小学校となる。分教場を奥沢1丁目に作り、東玉川と奥沢1丁目の大部分を通学区域とした。
- 1933年（昭和8年）- 分教場が独立し、奥沢尋常小学校（現奥沢小学校）となった。古い1階建て（教室数3）を壊し、6教室を作った。
- 1938年（昭和13年）- 尾山台尋常小学校（現尾山台小学校）が開校。八幡小学校より3年生以下の児童男子65名、女子12名が転校した。
- 1941年（昭和16年）- 国民学校令施行により校名が東京市八幡国民学校となる。
- 1943年（昭和18年）- 都制が敷かれ、校名が東京都八幡国民学校となる。プール兼防火用水貯水池ができた。
- 1944年（昭和19年）- 学校給食開始。戦争で空襲が激しくなり、長野県飯田市へ第1次学童集団疎開をした。
- 1945年（昭和20年）- 第2次（3月）、第3次（4月）学童集団疎開をした。残留児童は奥澤神社と浄真寺で分散授業を行った。5月に学校給食中止。終戦。
- 1946年（昭和21年）- 学校給食が再び始まった（主食を除く）。
- 1947年（昭和22年）- 6・3制が実施され、義務教育が6か年から9か年になった。校名が東京都世田谷区立八幡小学校となる。
- 1949年（昭和24年）- 八幡中学校が開校。
- 1950年（昭和25年）- 学校完全給食が始まる。給食用パン工場、材料倉庫などが作られた。
- 1952年（昭和27年）- 九品仏小学校が開校。八幡小学校より5年生以下の児童446名が転校した。
- 1958年（昭和33年）- 鉄筋コンクリート3階建て校舎（教室数12）の工事が始まる。校舎移転のため「誉れの桜」が伐採された。
- 1962年（昭和37年）- 「なかよしの像」が建てられた。
- 1969年（昭和44年）- 体育館を新設、プールの改修を行い、建物がすべて鉄筋コンクリートとなった。
- 1970年（昭和45年）- 同窓会が奥澤神社境内に「八幡小学校発祥の地」の記念碑を建て、除幕式を行った。
- 1971年（昭和46年）- 新聞少年像除幕式。
- 1979年（昭和54年）- 創立100周年記念式。「未来を拓く」の石碑が建てられた。八幡音頭が作られた。校庭がレイコールドウォークトップになった。
- 1985年（昭和60年）- 学童疎開先の長野県飯田市より記念品としてりんごの木を贈られる。トイレがすべて水洗式になった。
- 1988年（昭和63年）- 帰国子女適応教室（現ゆりの木教室）が新設された。
- 1993年（平成5年）- 学級園（現「八幡ファーム」）を新設。
- 1996年（平成8年）- BOP室開室[6]。防災のための備蓄倉庫を設置。
- 2003年（平成15年）- 新BOP室開設。
- 2007年（平成19年）- 耐震補強工事。
- 2008年（平成20年）- 校舎冷暖房機設置。
- 2014年（平成26年）- 校舎改修工事。
- 2016年（平成28年）- 世田谷区特別支援教室（通称すまいるルーム）巡回校開設。
- 2017年（平成29年）- 世田谷区特別支援教室（通称すまいるルーム）拠点校開設。
- 2022年（令和4年）- りんごの木が病気になったため植え替えを行なった。苗木は疎開先であった長野県飯田市立丸山小学校から紹介を受け、費用は当時の6年生が中心になってクラウドファンディングで募った。[7]

## 教育目標
- よく考えくふうする子ども
- なかよく助け合う子ども
- さいごまでやりぬく子ども
- 明るくじょうぶな子ども

## 校歌
- 作詞：昭和13年（1938年）度卒業生
- 作曲：国立音楽大学教授 岡本敏明
- 補作：長田美雄

1946〜7年頃、昭和13年度卒業生がクラス会の際に、八幡小学校に歌うべき校歌のないことをさびしく思い、数名が集まって作詞し、作曲を専門家に依頼して学校に寄贈した。そのため、作詞が「昭和13年度卒業生」ということになっており、それを長田美雄が整えた。作曲は歌手の西岡チヅ子の斡旋で国立音楽大学教授の岡本敏明に依頼したところ、好意により無償での作曲となった。
校歌がなかったので儀式などで歌唱するようになり、正式に制定される前に「八幡小学校の歌」として承認され、その後「八幡小学校校歌」となった。

## 通学区域
- 奥沢2丁目 7 - 16、32 - 40
- 奥沢4丁目全域
- 奥沢5丁目全域
- 奥沢6丁目 1・8・9、18 - 23、28 - 34
- 奥沢7丁目 1 - 8
- 玉川田園調布1丁目 1 - 18
- 玉川田園調布2丁目全域

## 最寄り駅
- 東急東横線・東急大井町線「自由が丘駅」下車 徒歩10分
- 東急東横線・東急目黒線「田園調布駅」下車 徒歩10分
- 東急目黒線「奥沢駅」下車 徒歩10分
- 東急バス「玉川田園調布」バス停下車 徒歩3分

## 著名な卒業生
- 松島倫明（編集者、翻訳者。『WIRED』日本版編集長）
- 東儀秀樹（雅楽演奏家）
- 石黒賢（俳優）